# Річна національна програма співробітництва Україна–НАТО
Річна національна програма співробітництва Україна — НАТО (РНП) — документ, що є ключовим інструментом здійснення реформ в Україні за підтримки НАТО, що замінив з 2009 року цільовий річний план дій Україна-НАТО. Формат РНП ініційовано рішенням Північноатлантичної ради на рівні міністрів закордонних справ 3 грудня 2008 року та затверджено Указом Президента України 12 травня 2009 року. Виконання Україною Річної національної програми є виключною практикою у відносинах НАТО з іншими країнами. Президент України затверджує РНП та підготовлений урядом План заходів щодо її виконання. Програма та План містять 5 розділів: політичні та економічні питання, оборонні та військові питання, ресурсні питання, питання безпеки та правові питання.
До реалізації РНП та Плану залучаються центральні органи виконавчої влади, інші органи державної влади, неурядові організації. За підсумками виконання РНП сторона НАТО готує оцінку та рекомендації, які враховуються при підготовці РНП на наступний рік.

## РНП та плани заходів до них
У 2010 році було змінено довготривалу політичну лінію, спрямовану на набуття членства в НАТО. Політичні рамки відносин Україна-НАТО в політиці Партії Регіонів і новообраного президента Віктора Януковича визначала концепція «позаблоковості». Змістовне ядро РНП при порівнянні з щорічними цільовими програмами все ж залишилося формально незмінним — спрямованим на досягненням Україною євроатлантичних стандартів демократичного управління, верховенства права, проведення комплексних реформ військово-безпекового сектора у відповідності до стандартів НАТО. На думку деяких аналітиків, планування, виконання та звітування щодо РНП носить переважно формальний характер і демонструє великий розрив між цілями, планованими заходами та реальним ресурсним забезпеченням.

### 2009
- Указ Президента України від 7 серпня 2009 року № 600/2009 «Про затвердження Річної національної програми на 2009 рік з підготовки України до набуття членства в Організації Північноатлантичного договору» та Річна національна програма на 2009 рік [Архівовано 11 квітня 2017 у Wayback Machine.]

- Розпорядження Кабінету Міністрів України від 23 вересня 2009 р. N 1135-р «Про затвердження плану заходів щодо виконання Річної національної програми на 2009 рік з підготовки України до набуття членства в Організації Північноатлантичного договору» та План заходів щодо виконання Річної національної програми на 2009 рік з підготовки України до набуття членства в Організації Північноатлантичного договору [Архівовано 19 серпня 2014 у Wayback Machine.]

Довідка уряду про виконання РНП на 2009 рік містила 94 пункти. Згідно її підсумкового запису, з 458 заходів, що було анонсовано у РНП на 2009 рік, було виконано — 314 (68,6%); виконано частково — 115 (25,1%); не виконано — 20 (4,4%); скасовано або перенесено — 9 (1,9%).

### 2010
- Указ Президента України від 3 лютого 2010 року N 92/2010 «Про затвердження Річної національної програми на 2010 рік з підготовки України до набуття членства в Організації Північноатлантичного договору» та Річна національна програма на 2010 рік [Архівовано 11 квітня 2017 у Wayback Machine.]

### 2011
- Указ Президента України від 13 квітня 2011 року N 468/2011 «Про затвердження Річної національної програми співробітництва Україна-НАТО на 2011 рік» та Річна національна програма на 2011 рік [Архівовано 14 грудня 2017 у Wayback Machine.]

У наслідок того що, 2010 року вище керівництво держави оголосило про позаблоковий статус України, у назві РНП 2011 року слова «з підготовки України до набуття членства» було змінено на «співробітництва». Однак формально зміст РНП не втратив своєї спрямованості на наближення України до євроатлантичних стандартів (незалежно від членства в Альянсі).

### 2012
- Указ Президента України від 19 квітня 2012 року № 273/2012 «Про затвердження Річної національної програми співробітництва Україна-НАТО на 2012 рік» та Річна національна програма на 2012 рік [Архівовано 19 серпня 2014 у Wayback Machine.]

### 2013
- Указ Президента України від 5 липня 2013 року «Про затвердження Річної національної програми співробітництва Україна-НАТО на 2013 рік» та Річна національна програма на 2012 рік [Архівовано 19 серпня 2014 у Wayback Machine.]

### 2014
15 січня 2014 року на засіданні Кабінету Міністрів України схвалено проект Річної національної програми співробітництва Україна-НАТО на 2014 рік.